# Category 7 – Das Ende der Welt
Category 7 – Das Ende der Welt ist ein Film von Regisseur Dick Lowry, produziert im Jahr 2005 in den USA. Er ist eine Fortsetzung zum 2004 produzierten Film Category 6 – Der Tag des Tornado.

## Handlung
Judith Carr ist Direktorin der Behörde FEMA, die Tornados beobachtet. Nachdem ein Tornado Chicago verwüstete, wüten weitere Tornados in zahlreichen Ländern der Erde. Der Pariser Eiffelturm wird zerstört. Tornados werden ebenfalls aus Ägypten gemeldet.
Der in Chicago verwundete Tommy Dixon und Faith Clavell helfen Carr bei ihrer Arbeit. Colonel Mike Davis leistet mit seinem Flugzeug Aufklärung. 
Der Fernsehprediger Donny Hall und seine Frau Penny mahnen die Bevölkerung. Sie vergleichen die Tornados mit den biblischen Plagen.
Die Stürme gipfeln mit einem besonders starken Tornado der Kategorie 7, der auf Washington (D.C.) zurast.

## Synchronisation
| Rollenname                    | Deutscher Sprecher       |
| ----------------------------- | ------------------------ |
| FEMA-Direktorin Judith Carr   | Elisabeth Günther        |
| Ross Duffy                    | –                        |
| Faith Clavell                 | Kathrin Simon            |
| Tommy Dixon                   | Ekkehardt Belle          |
| Senator Ryan Carr             | Klaus Guth               |
| Pilot der US Air Force Ritter | Hubertus von Lerchenfeld |
| Gavin Carr                    | Philipp Brammer          |
| Monty                         | Matthias Klie            |
| Jim Roberts                   | Joachim Höppner          |
| Brigid                        | Kathrin Gaube            |
| Donny Hall                    | –                        |
| Penny Hall                    | Marion Hartmann          |
| Colonel Mike Davis            | Erich Ludwig             |
| Stabschef Alan Horst          | Fred Maire               |
| Gayle Duffy                   | –                        |

## Kritiken
„Der (Fernseh-)Katastrophenfilm nutzt das Grundszenario für ein übertriebenes Spektakel, das jede Wahrscheinlichkeit und inszenatorische Sorgfalt aus den Augen verliert“, urteilt das Lexikon des internationalen Films.

## Auszeichnungen
Der Film wurde im Jahr 2006 für den Tonschnitt für den Emmy Award, den Motion Picture Sound Editors Award (in zwei Kategorien) und den Cinema Audio Society Award nominiert. Er wurde außerdem 2006 für den Saturn Award nominiert.

## Sonstiges
Der in Manitoba, Kanada gedrehte Film kostete etwa 15 Millionen US-Dollar. Für seine Spezialeffekte war das in Los Angeles ansässige Unternehmen CBS Digital verantwortlich.
Die Ausstrahlung erfolgte am 24. und 25. November 2006 auf ProSieben. Weiterhin in den USA (zuerst am 6. November 2006), Großbritannien (15. Januar 2006), Australien (26. Februar 2006), Spanien (6. März 2006), Schweden (31. Juli 2006) und Argentinien (28. Oktober 2006). In Frankreich wurde er am 21. Juni 2006 auf DVD veröffentlicht.